# Svínárhnjúkur
Svínárhnjúkur är en bergstopp i republiken Island. Den ligger i regionen Norðurland eystra, 270 km nordost om huvudstaden Reykjavík. Toppen på Svínárhnjúkur är 1 045 meter över havet.
Trakten runt Svínárhnjúkur är nära nog obefolkad, med mindre än två invånare per kvadratkilometer. Närmaste större samhälle är Dalvík, omkring 15 kilometer väster om Svínárhnjúkur. Trakten runt Svínárhnjúkur består i huvudsak av gräsmarker.